# Mistral AI
Mistral AI — французский стартап в области искусственного интеллекта, разрабатывающий программное обеспечение с различными инструментами генеративного ИИ. Работает над большими языковыми моделями.

## История
Стартап был основан в 2023 году выходцами из Google DeepMind и Meta (признана в России экстремистской организацией, её деятельность запрещена): Артуром Меншем, Гийомом Лампле и Тимоте Лакруа. У всех троих — богатый исследовательский опыт работы в области искусственного интеллекта.
В июне 2023 года в ходе раунда финансирования Mistral привлёк 105 млн евро с оценкой в 260 млн евро.
В декабре инвесторы вложили в него 385 млн евро (при оценке в 2 млрд евро), а в июне 2024 года — ещё 600 млн евро (оценка выросла до 5,8 млрд евро). Миноритарную долю в компании приобрёл Microsoft.
По мнению экспертов, столь быстрое привлечение больших объёмов финансирования говорит об убеждённости инвесторов в потенциале проекта.

## Деятельность
Компания разработала целый ряд генеративных моделей искусственного интеллекта, направленных на решение различных задач. Флагманская модель — Mistral Large 2. У неё более 100 млрд параметров, это аналог GPT-4.
Mistral Large была выпущена в феврале 2024 года (обновлённая версия Mistral Large 2 — в июле того же года). По словам разработчиков, модель демонстрировала высокие результаты в широко используемых тестах, что делало её второй по популярности в мире (после GPT-4).
Стартап разработал как многомодульные системы работающие по принципу «системы экспертов», так и лёгкие модели для мобильных устройств.
Некоторые модели были выпущены с открытым кодом, остальные доступны по коммерческим лицензиям.
Была выпущена модель для генерации кода с 22 млрд параметров — Codestral. По заявлению Mistral AI, модель обучена на 80 языках программирования, включая Python, Java, C++, JavaScript и Swift. Нейросеть может писать код с нуля, дополнять частично написанный код и проводить тесты.
Стартап ориентирован на корпоративных клиентов. Эксперты отрасли полагают, что приверженность Mistral AI принципам открытого исходного кода и акцент на корпоративных клиентах делают компанию уникальной в сфере искусственного интеллекта.

### Le Chat
Mistral разработал также аналог ChatGPT и других похожих сервисов. Le Chat пишет тексты, создаёт изображения, ищет в интернете необходимую информацию.
Все функции чат-бота — бесплатные. Он работает на основе модели Pixtral Large. Среди языков, которыми владеет: русский, английский, испанский, итальянский, французский, немецкий, китайский, японский, корейский и арабский.
Особенностью чат-бота является глубокая интеграция с медиаресурсами: благодаря партнёрству с агентством AFP Le Chat имеет доступ к 38 млн новостных материалов с 1983 года.
Работает через веб-интерфейс и как мобильное приложение. Последнее доступно в Google Play и App Store.

## Штаб-квартира и офисы
Головной офис стартапа находится в Париже.
Офисы компании были открыты в Лондоне, Пало-Алто и Сингапуре.